# Герра, Хуан Луис
Хуа́н Луи́с Ге́рра (исп. Juan Luis Guerra Seijas, 7 июня 1957, Санто-Доминго) — один из широко известных в мире доминиканских певцов и композиторов, исполнитель песен в стиле меренге, сальса и другой популярной латиноамериканской музыки, один из основоположников современной бачаты.

## Образование
После окончания школы Герра поступил в Автономный университет Санто-Доминго (исп. Universidad Autónoma de Santo Domingo), где в течение года изучал философию и литературу. Однако затем Герра прервал обучение в университете и поступил в Национальную музыкальную консерваторию (исп. Conservatorio Nacional de Música) Доминиканской Республики. Во время учёбы в Герра был большим поклонником музыкального стиля, известного под названием «нуэва кансьон» или «нуэва трова», «новая песня» — в отличие от стиля «кансьон» или «трова»), вдохновителями которого были Пабло Милане́с и Сильвио Родригес. После окончания консерватории в 1982 году Герра уехал в Бостон, США, где продолжил обучение музыке в Музыкальном колледже Беркли (англ. Berklee College of Music), изучая композицию и аранжировку.

## Начало артистической карьеры
По возвращении в Доминиканскую Республику в 1984 году Хуан Луис Герра вместе с рядом местных музыкантов создал группу «440», с которой в том же году выпустил свой первый альбом «Soplando». Следующие два альбома — «Mudanza y Acarreo» и «Mientras más lo pienso... tú» не получили большого внимания за границей, однако в Доминиканской Республике привлекли определённое внимание публики.
В отличие от первых трёх первых альбомов, диск 1988 года «Ojalá que llueva café» и заглавная песня с него имели ошеломляющий успех, буквально взлетев на первые места хит-парадов целого ряда стран Латинской Америки. На песню был снят видеоклип, а группа во главе с Геррой отправилась в концертное турне. Следующий альбом, «Bachata rosa», выпущенный в 1990 году, также имел шумный успех и принёс Хуану Луису Герре премию «Грэмми». Этот новаторский диск явился революционным в формировании такого жанра латиноамериканской музыки как бачата и закрепил за Геррой славу одного из отцов этого стиля. Альбом был выпущен тиражом в 5 млн копий, Герра выступил с концертами в Латинской Америке, США и Европе.

## «Ареито»
В 1992 году, с выходом альбома «Ареито» (Areíto) однозначно благожелательное отношение публики к Х. Л. Герре сменилось весьма противоречивым: музыкант выступил с резким протестом против бедственного положения коренного населения Америки, против широко отмечавшегося в 1992 году 500-летия открытия Америки, положившего начало дискриминации индейцев; резко критиковал ведущие страны мира за политику двойных стандартов. Выступление Герры было сочтено настолько шокирующим, что это привело к запрету показа видеоклипа на песню «Плата за жизнь» (исп. El costo de la vida) с этого альбома в ряде стран. В следующем своём альбоме, «Fogaraté» (1995) Хуан Луис Герра воздержался от политических заявлений, и скандал, связанный с выходом альбома «Ареито» стих. Диск 1998 года «Ни то, ни другое» (Ni es lo mismo ni es igual) получил хорошую оценку критиков и завоевал сразу три награды «Грэмми».

## Современное творчество
После шестилетнего перерыва, в 2004 году Герра выпустил новый альбом, озаглавленный «Для Тебя» (Para Ti). В песнях с этого диска ощущается большое влияние Евангельского христианства, последователем которого стал музыкант. В 2005 году Хуан Луис Герра получил сразу две награды журнала «Биллборд» в категориях «Госпел-поп» и «Тропикаль-меренге»: первый — за альбом, второй — за песню «Las Avispas» с него, что является уникальным случаем для данного издания. В том же году Академия музыки Испании присудило музыканту Специальный латинский приз за его вклад в развитие испанской и карибской музыки на протяжении последних 20 лет. 20 марта 2007 года в свет вышел новый альбом Хуана Луиса Герры «La llave de mi corazón», а 6 ноября 2007 года — сборник «Archivo Digital 4.4».

## Дискография
1. «Soplando» — 1983;
2. «Mudanza y acarreo» — 1984—1985;
3. «Mientras más lo pienso tú» — 1986;
4. «Ojalá que llueva café» — 1988;
5. «Bachata rosa» — 1990;
6. «Areíto» — 1992;
7. «Fogarate» — 1994;
8. «Grandes exitos. Juan Luis Guerra y 440»;
9. «Ni es lo mismo ni es igual» — 1998;
10. «Colección romántica» — 2000;
11. «Para Ti» — 2004;
12. «La llave de mi corazón» — 20 марта 2007 года;
13. «Archivo digital 4.4» — 6 ноября 2007 года;
14. «A son de Guerra» — 8 июня 2010 года.